# NGC 4308
NGC 4308 је елиптична галаксија у сазвежђу Береникина коса која се налази на NGC листи објеката дубоког неба.
Деклинација објекта је + 30° 4' 27" а ректасцензија 12h 21m 56,8s. Привидна величина (магнитуда) објекта NGC 4308 износи 13,2 а фотографска магнитуда 14,2. Налази се на удаљености од 9,7000 милиона парсека од Сунца. NGC 4308 је још познат и под ознакама UGC 7426, MCG 5-29-69, CGCG 158-88, PGC 40011.